# Salva Arco
José Salvador Arco Frías, detto Salva (Navàs, 25 ottobre 1984), è un ex cestista spagnolo.

## Palmarès
- Copa Princesa de Asturias: 2

Breogán: 2018, 2021